# نووایوانوفکا (استان آمور)
نووایوانوفکا (به لاتین: Novoivanovka) یک منطقهٔ مسکونی در روسیه است که در استان آمور واقع شده‌است.